# 美奈川護
美奈川 護（みながわ まもる、1983年 -）は、日本の小説家である。千葉県出身。女性。

## 経歴・人物
芸術大学を卒業しており、尊敬する美術家としてヨハネス・フェルメールとバンクシーを挙げている。2009年、『ヴァンダル画廊街の奇跡』で第16回電撃小説大賞金賞を受賞し、翌年電撃文庫より小説家デビュー。

## 作品リスト

### 電撃文庫
- 『ヴァンダル画廊街の奇跡』（2010年2月 - 11月）

### メディアワークス文庫
- 『特急便ガール!』（2011年2月）
- 『超特急便ガール!!』（2011年8月）
- 『ドラフィル! 竜ヶ坂商店街オーケストラの英雄』（2012年3月）
- 『ドラフィル! 2 竜ヶ坂商店街オーケストラの革命』（2012年9月）
- 『ドラフィル! 3 竜ヶ坂商店街オーケストラの凱旋』（2013年3月）
- 『キーパーズ 碧山動物園日誌』（2013年8月）
- 『スプラッシュ!』（2014年11月）
- 『美の奇人たち ～森之宮芸大前アパートの攻防～』（2017年8月）

### 集英社文庫
- 『ギンカムロ』（2015年6月）
- 『弾丸スタントヒーローズ』（2016年8月）
- 『はしたかの鈴 法師陰陽師異聞』（2019年12月）

### 角川文庫
- 『星降プラネタリウム』（2018年4月）

### 雑誌掲載作品
エッセイ
- 「陰陽師、二番目の不遇を濯ぐこと」 - 『青春と読書』2020年1月号（集英社）